# Université-Ribay
 (février 2024).
- Si vous ne connaissez pas le sujet, laissez ce bandeau (vous pouvez alors contacter les auteurs).
- Si vous supprimez le contenu mis en cause (vous pouvez préalablement contacter les auteurs),

argumentez précisément cette suppression dans la page de discussion
(un manque de référence n'est pas un argument ; une recherche réelle de référence doit avoir été effectuée, être formellement documentée).
Le quartier de l'Université-Ribay se situe à l'ouest de la ville du Mans, dans le secteur nord-ouest de la ville. On[Qui ?] estimait sa population à environ 3 000 foyers fixes en 2009, ce à quoi il faut ajouter quelque 8 000 étudiants fréquentant les institutions publiques et privées du campus dit du Ribay.

## Histoire

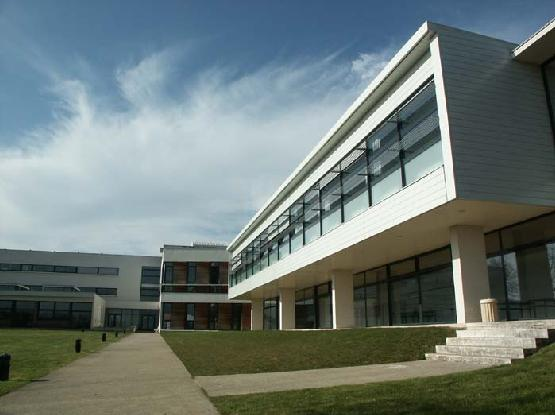
L'École supérieure des géomètres et topographes.

Le Ribay est un quartier neuf, il n'était composé, jusqu'aux années 1950, que de quelques champs situés sur la route de Laval, qui dessert Rouillon. Les limites ouest de la ville ont été fixées dès la fin du XIXe siècle avec l'installation de l'hôpital général puis de la caserne Chanzy dans le quartier de la Chasse-Royale. L'histoire du quartier est dès lors liée à celle de l'université du Maine puis du technopôle qui prendra forme quelques années ensuite. Commencée au milieu des années 1960 avec des salles de cours sortant des champs, l'université est d'abord une annexe de celle de Caen avant d'obtenir un statut autonome en 1977. Dix ans plus tard, le quartier est débordé par le nombre d'étudiants qui s'y installent. On manque à la fois de salles de cours et de logements. Entre 1986 et 1990, devant le manque de moyens et le manque de place, les cours les plus importants sont donnés au Palais des Congrès de la ville. En 1992, la première pierre du nouveau technopôle est posée avec l'arrivée de l'ITEMM : l’institut européen des métiers de la musique. Un an plus tard, c'est l’ISMANS, Institut Supérieur des Matériaux du Mans qui s’installe dans le quartier. Quelques installations professionnelles et technologiques voient également le jour. En 1995, de nouveaux bâtiments pour héberger les étudiants sont créés. En 1997, l'ESGT s'installe au Mans à la suite de sa délocalisation d'Évry. En 2001, une nouvelle bibliothèque centrale est créée. En 2006, le site est accessible plus facilement en proposant deux arrêts dont le terminus de la ligne T1 du tramway. Le quartier se situe dès lors à moins de 25 minutes du centre-ville. Le Ribay accueille une zone commerciale en 2012. Outre le campus regroupant tous les UFR de la ville, le quartier offre une partie résidentielle. Au niveau des installations de loisir, le parc de planche à roulettes du Spot ainsi que la patinoire et scène de spectacle de Cityglace sont facilement accessibles. Un parc relais installé sur plusieurs étages est disponible à quelques mètres des arrêts de tramway.

## Le technopôle
Les entreprises du technopôle de l'Université se sont constituées en 1996 comme Association Technopôle Université. Cette association regroupe à ce jour 75 entreprises, toutes présentes au sein du quartier. Cette association fonctionne en lien avec la chambre de commerce et d'industrie de la Sarthe. Ce technopôle fonctionne en lien avec les deux autres grandes zones d'affaires de la ville : le technoparc sud et le technopôle Novaxis-Novaxud. 

## Patrimoine et culture
Le quartier du Ribay contient un monument peu connu et bien caché, en bordure de rocade : le Carmel du Mans. Les Carmélites sont installés au Mans depuis au moins 1854, regroupant les ordres de la Sarthe, de l'Eure-et-Loir et de l'Orne. Le monument est toujours visible aujourd'hui[source secondaire nécessaire]. La bibliothèque universitaire du Maine présente un espace exposition pour organiser des manifestations culturelles comme des présentations picturales.